# Бельджойозо, Кристина Тривульцио
Кристина Тривульцио, в браке княгиня Бельджойозо (итал. Cristina Trivulzio Belgiojoso; 28 июля 1808, Ломбардия — 5 июля 1871, Милан) — итальянская публицистка и общественная деятельница из знатного рода Тривульцио, хозяйка влиятельного парижского салона. Известна своей ролью в борьбе за независимость Италии от Австрийской империи.

## Биография
Внучка маркиза Сесто-Ультериано из миланского рода Тривульцио, к которому принадлежал известный полководец XV века. Её мать была из графского рода Герардини, к которому принадлежала знаменитая «Джоконда». Воспитание получила в монастыре. В 16 лет выдана замуж за Эмилио да Барбиано, князя Бельджойозо. Вскоре после женитьбы из-за неверности мужа супруги расстались, но формально оставались в браке и поддерживали хорошие отношения. После расставания с супругом княгиня занялась политикой и сделалась покровительницей карбонариев.
Когда волнения, происходившие в 1830 году в Романье, ни к чему не привели, она отправилась в Париж, где основала в 1843 году «Gazetta italiana» и в 1845 году еженедельное издание «Ausonia»; кроме того, писала статьи для «Constitutionnel» и «Democratie pacifique». Она перевела также на французский язык сочинение Вико «Новая наука» и издала анонимное сочинение: «Essai sur la formation du dogme catholique» (Париж, 1846). Когда Пий IX пробудил надежды итальянских патриотов, княгиня поспешила возвратиться на родину и, проезжая по стране, всюду призывала к борьбе за независимость.
После вспыхнувшей в Милане в марте 1848 года революции, княгиня сформировала на собственный счёт отряд волонтёров и высадилась с ними в Ливорно, чтобы оттуда направиться в пьемонтский лагерь при Мантуе. После взятия Милана австрийцами 6 августа 1848 года, за которым последовали изгнание княгини и конфискация её имений, она продолжала трудиться на пользу итальянского дела в Париже и Турине.
В начале 1849 года княгиня отправилась в Рим и приняла здесь деятельное участие в революционных событиях. После взятия города французами она через Мальту отправилась в Константинополь и около двух лет провела на Востоке, где написала для журнала «National» свои мемуары (Souvenirs dans l'exil). Когда по амнистии, изданной в мае 1856 году, ей были возвращены её имения, она возвратилась в Париж, где издала среди прочего «Emina. Récits turco-asiatiques» (Париж, 1856) и «L’Asie mineure et Syrie» (Париж, 1858), в которых рассказывала о своих приключениях и впечатлениях во время путешествий по Малой Азии, Сирии и святым местам.
В 1859 году исполнились наконец патриотические желания княгини. По соглашению с туринским правительством она объехала всю Италию, пропагандируя во всех городах планы Кавура. После заключения Виллафранкского мира она основала в Милане журнал «Italia», с которым впоследствии переселилась в Турин; точно так же она содействовала основанию миланской газеты «Perseveranza».
Преклонные годы провела на своей вилле у озера Комо, скончалась в Милане в 1871 году.